# Gottfried Sperling

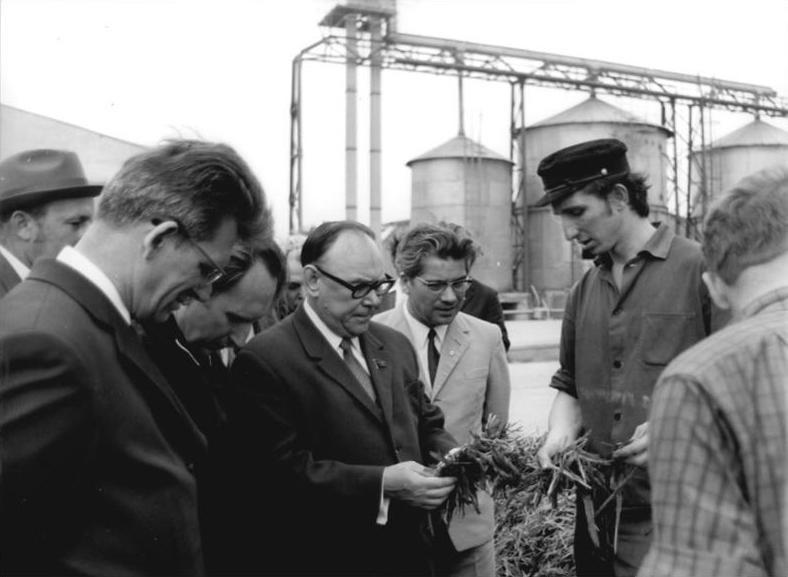
Der sowjetische Botschafter Michail Timofejewitsch Jefremow (Mitte) besuchte am 19. Juni 1972 zusammen mit Gottfried Sperling (links) und Johannes Chemnitzer (2. v. r.) die LPG Dedelow.

Gottfried Sperling (* 10. November 1921 in Selm; † 18. Januar 1991 in Neubrandenburg) war ein deutscher Politiker (SED) und Bauernfunktionär. Er war unter anderem Vorsitzender des Rates des Bezirkes Neubrandenburg sowie Generalsekretär der Vereinigung der gegenseitigen Bauernhilfe (VdgB).

## Leben
Sperling, Sohn eines Bergarbeiters, besuchte die Volks- und Gewerbeschule in Zwickau. Zwischen 1936 und 1939 absolvierte er eine Lehre zum Maschinenschlosser im Brückenbergschacht Zwickau und arbeitete anschließend in diesem Beruf. 1939 wurde er zunächst zum Reichsarbeitsdienst und dann zum Kriegsdienst bei der Wehrmacht eingezogen. 1945 wurde er aus der Kriegsgefangenschaft entlassen.
Von 1945 bis 1947 war er als Facharbeiter in einem Elektro-Installationsgeschäft in Philadelphia (Mark) beschäftigt. Er trat 1946 der Kommunistischen Partei Deutschlands (KPD) bei und wurde im selben Jahr mit der Zwangsvereinigung von SPD und KPD Mitglied der Sozialistischen Einheitspartei Deutschlands (SED). Von 1947 bis 1949 arbeitete er als Maschinenschlosser und Dreher in Storkow bzw. als Technischer Leiter der Maschinen-Ausleih-Station (MAS) Philadelphia. 1949/50 leitete er die MAS-Landesverwaltung Brandenburg bzw. die MAS Löwenbruch im Kreis Teltow. 1950/51 war Sperling Erster Sekretär des VdgB-Kreisvorstandes Teltow sowie 1951/52 – bis zur Auflösung der Länder in der DDR – Erster Sekretär des VdgB-Landesvorstandes Brandenburg. Von 1950 bis 1952 war Sperling zudem Vorsitzender des Kreistages Teltow. 1952 studierte er an der SED-Landesparteischule in Schmerwitz bei Wiesenburg/Mark. Von 1953 bis 1957 war er Mitglied des Büros und Sekretär für Landwirtschaft der SED-Bezirksleitung Potsdam. 1957/58 studierte Sperling an der Parteihochschule beim ZK der KPdSU in Moskau.
Von 1958 bis 1970 fungierte er als Generalsekretär bzw. als Erster Sekretär des Zentralvorstandes der VdgB und war Mitglied des Nationalrates der Nationalen Front der DDR.  Von 1970 bis 1972 war er Vorsitzender des Rates für landwirtschaftliche Produktion und  Nahrungsgüterwirtschaft Neubrandenburg, von April 1972 bis November 1977 dann Vorsitzender des Rates des Bezirkes Neubrandenburg. Er war zudem Mitglied des Sekretariats der SED-Bezirksleitung Neubrandenburg. Im November 1977 wurde er aus gesundheitlichen Gründen von dieser Funktion entbunden. Von 1978 bis 1983 war Sperling Vorsitzender der Handwerkskammer Neubrandenburg. Im April 1983 wurde er invalidisiert.

## Schriften
- 20 Jahre VdgB als Ausdruck der Bündnispolitik der SED und die neuen Aufgaben der BHG im Rahmen der gesellschaftlichen Arbeitsteilung. In: Zeitschrift für Agrarökonomie (Berlin), Heft 4 (1966).

## Auszeichnungen
- Vaterländischer Verdienstorden in Bronze (1965) und in Silber (1968)